# Ảnh hưởng của đại dịch COVID-19 đối với công nghiệp cần sa
Đại dịch COVID-19 có tác động đáng kể đến ngành công nghiệp trồng cần sa.

## Châu Âu
Các quán cà phê của Hà Lan (thực chất là nơi buôn bán cần sa) đã phải đóng cửa, nhưng nhah chóng được mở cửa vì chính phủ coi đây là mặt hàng kinh doanh thiết yếu.
Ở Bắc Macedonia, việc xây dựng nhà ươm cần sa rộng 178 000 mét vuông của tập đoàn Pharmacon bị chậm lại do yêu cầu giãn cách xã hội.
Theo tờ El País của Tây Ban Nha, giá thuốc lá hasit và cần sa tăng gấp đôi hoặc gấp ba so với giá thông thường trên thị trường chợ đen.
Giá cần sa cũng tăng vọt tại Pháp. Đây là một phần hệ quả của việc giao thông bị gián đoạn từ Morocco qua Tây Ban Nha.

## Bắc Mỹ

### Canada
Canada tiếp tục cho mở cửa các cửa hàng bán cần sa hợp pháp và doanh thu có tăng.

### Hoa Kỳ

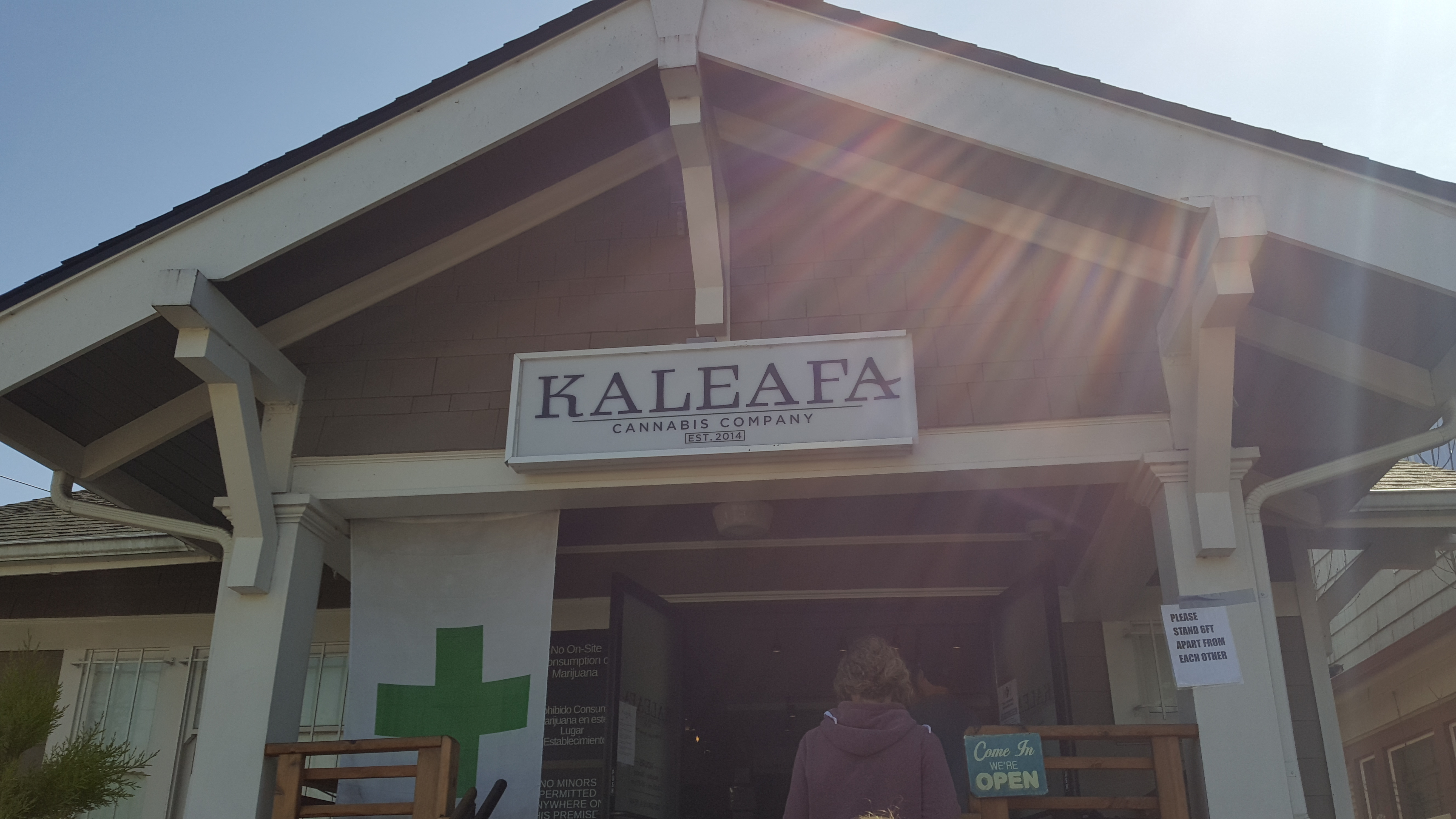
Cơ quan phân phối cần sa Kaleafa ở Portland, khu phố Woodstock, Oregon trong thời kỳ đại dịch

Nhiều tiểu bang Hoa Kỳ cho phép các "trạm xá" bán cần sa hợp pháp, coi đây là mặt hàng "thiết yếu", nhận được doanh số tăng, bao gồm các bang như California, Colorado, Illinois, Maryland, Michigan, New Jersey, New Mexico, New York, Ohio, Oregon và Washington. Tuy nhiên một  số thành phố của Hoa Kỳ ban hành danh sách các mặt hàng thiết yếu nhưng không bao gồm kinh doanh cần sa như Chicago, Denver,  và San Francisco.  Theo báo cáo, cổ phiếu của các công ty sản xuất cần sa có tăng.
Một số "trạm xá" phải sa thải nhân viên hoặc giảm giờ làm việc. Quyết định duy trì bán mặt hàng này ở California đã vấp phải những lời chỉ trích từ nhóm người cho rằng chính người mua cần có nguy cơ lây lan virus. Hạt Santa Clara đã loại bỏ mặt hàng khỏi danh sách cho phép duy trì bán vào ngày 2 tháng 4.
Doanh số bán hàng tại Denver vào ngày 23 tháng 3 năm 2020 đã tăng 392% so với chính tuần trước, chủ yếu qua dịch vụ giao hàng tận nhà. Một dịch vụ giao hàng ở Reno đã chứng kiến sự gia tăng lên đến 400% sau khi chính quyền bang ra lệnh đóng cửa các hoạt động bán lẻ trực tiếp.
Trong khi phần lớn tiểu bang ghi nhận được sự gia tăng doanh số, một số tiểu bang có ngành cần sa liên hệ chặt chẽ với du lịch đã sụt giảm doanh thu. Las Vegas và Massachusetts bị ảnh hưởng nặng nề. Trong khi dịch bệnh bùng phát, Thống đốc bang Charlie Barke ra sắc lệnh cấm bán cần sa dùng cho mục đích giải trí ở Massachusetts. Như vậy Massachusetts là bang duy nhất hợp pháp hóa cần sa nhưng cấm sử dụng nó trong thời kỳ đại dịch.
Tại Massachusetts, Ủy ban Kiểm soát Cần sa đã tạm dừng việc bán cần sa giải trí vì sợ dòng người mua ở bên ngoài bang  và quan sát thấy sự gia tăng nhanh chóng đơn đăng ký sử dụng cần sa của các bệnh nhân mới. 5 trạm xá và 1 bệnh nhân cần sử dụng cần sa y tế đã kiện Thống đốc Charlie Baker về việc đóng cửa này.
Các nhà nghiên cứu ở Đại học Miami đang nghiên cứu tác động của đại dịch đối với ngành công nghiệp cần sa, kể từ tháng 4 năm 2020. Những nỗ lực hợp pháp hóa cần sa đã bị tạm dừng ở nhiều tiểu bang của Hoa Kỳ.
Leafly đã ra mắt dịch vụ giao hàng cần sa tại Arizona, Florida, Maryland, Michigan, Nevada, New York và Oregon.